# Rally Challenge 2000
Rally Challenge 2000 est un jeu vidéo de course sorti en 1999 sur Nintendo 64. Le jeu a été développé par Genki et Xicat Interactive puis édité par SouthPeak Interactive.
Le jeu est la suite de Rally '99.

## Accueil
- GameSpot : 5,9/10[1]
- IGN : 6/10[2]
- Nintendo Power : 6,6/10[3]